# Petros Persakis
Petros Persakis (griechisch Πέτρος Περσάκης; * 1879 in Athen; † ?) war ein griechischer Turner.
Persakis nahm an den Turnwettbewerben der olympischen Sommerspiele 1896 in Athen teil. Er war Mitglied der griechischen Barrenmannschaft und gewann zusammen mit Nikolaos Andriakopoulos und Thomas Xenakis eine Silbermedaille. An den Ringen erkämpfte sich Persakis eine Bronzemedaille. Gold ging an seinen Landsmann Ioannis Mitropoulos.